# Felice Galazzi
Felice Galazzi (* 7. August 1882 in Busto Arsizio; † 1. September 1949 ebenda) war ein italienischer Radrennfahrer.

## Sportliche Laufbahn
Galazzi war im Straßenradsport aktiv. Von 1906 bis 1912 war er Unabhängiger und Berufsfahrer. 1906 gewann er das Eintagesrennen Coppa del Re. 1903 war er in dem Rennen Zweiter geworden, 1907 kam er auf den dritten Rang. 1907 wurde er im Corza Nazionale hinter Giovanni Gerbi Zweiter. In der nationalen Straßenmeisterschaft 1907 wurde er Zweiter hinter Giovanni Cuniolo. In der Lombardei-Rundfahrt 1907 wurde er Vierter.